# Andrieșeni
Andrieşeni es una comuna ubicada en el distrito de Iași, Rumania.

## Superficie
Cuenta con una superficie de 98,09 kilómetros cuadrados.

## Demografía
Hasta 2021 la población era de 3306 habitantes, con una densidad de población de 33,70 habitantes por kilómetro cuadrado.